# Wondeok
Wondeok, död 1239, var Koreas drottning 1212-1213, gift med kung Gangjong av Goryeo. 